# Mesaba Airlines
Mesaba Airlines, eigentlich Mesaba Aviation, Inc., war eine US-amerikanische Fluggesellschaft mit Sitz in Eagan, Minnesota. Sie führte unter der Marke Delta Connection Regional- und Zubringerflüge für Delta Air Lines (zuvor Northwest Airlines) durch.

## Geschichte
Mesaba wurde 1944 von Gordon Newstrom in Coleraine, Minnesota gegründet und begann im gleichen Jahr mit dem Flugbetrieb unter dem Namen Mesaba Aviation. Der Name bedeutet in der Sprache der Ojibwa „schlafender Riese“. Sie war im Besitz einer Piper J-3 Cub und setzte sie für den Shuttle-Betrieb der Blandin Paper Mill Company von Grand Rapids, Minnesota nach Minneapolis ein. Im Jahr 1950 wurde der Sitz nach Grand Rapids verlegt.
Im Jahr 1970 kaufte die Familie Halverson aus Duluth (Minnesota) die Gesellschaft von Newstrom. Im Jahr 1973 begann Mesaba den Liniendienst zwischen mehreren Zielen in Minnesota.
Im Jahr 1977 wurde Mesaba an die Familie Swenson aus Thief River Falls, Minnesota weiterverkauft. Sie änderte die Unternehmensform 1982 in eine Gesellschaft und erweiterte das Streckennetz auf die Staaten Iowa, North Dakota und South Dakota. Hierzu setzte sie eine Flotte von Beechcraft 99 ein.
Im Jahr 1983 wurde Mesaba Codeshare-Partner von Republic Airline und flog mit Turboprop-Maschinen von kleinen Flughäfen zum Minneapolis-St. Paul International Airport. Nachdem Republic Airline 1986 die Zusammenarbeit mit Northwest Orient begonnen hatte, beendete Measaba das Codeshare-Abkommen und startete den Flugbetrieb als Northwest Airlink.
Ab 1988 begann Mesaba mit Zubringerflügen von kleinen Flughäfen vom Osten und mittleren Westen zum Detroit Metropolitan County Airport. Hierfür wurden Fokker F-27 und Fairchild Metro Maschinen eingesetzt. Hauptbasen wurden Detroit und Wausau, Wisconsin.
Im Jahr 1991 leaste Mesaba 25 de Havilland Canada DHC-8 Maschinen von Northwest Airlines, um die Fokker F-27 zu ersetzen.
Im Jahr 1995 übernahm Northwest 29,7 % der Anteile an Mesaba; beide trafen eine Vereinbarung zum Einsatz von Saab 340 Turboprop-Maschinen. Bis 1996 vergrößerte sich die Mesaba-Flotte auf 55 Flugzeuge.
Das Drehkreuz Memphis der Northwest Airlines wurde bis 1997 ausschließlich vom Airlink-Partner Express Airlines (heute Pinnacle Airlines) bedient, als Mesaba begann, als erste Regionalfluggesellschaft Avro RJ 85 Jets einzusetzen. Mesaba war auch die erste Regionalfluggesellschaft mit einer 1. Klasse-Option. Auf Grund des Einsatzes von neuen Canadair Regional Jets durch Pinnacle übernahm Mesaba alle Northwest Airlink Flüge, bei denen Saab 340 Maschinen eingesetzt wurden.
Im Jahr 2000 erhielt Mesaba ihre letzten bestellten RJ 85 und 11 neue Saab 340. Damit wurde Mesaba der weltgrößte Betreiber von Avro BAe 146/RJ Flugzeugen und zweitgrößter Betreiber von Saab 340.
Nach dem 11. September 2001 reduzierte Mesaba den Betrieb um 20 Prozent, um Kosten zu sparen. Im Jahr 2003 plante Northwest den erneuten Einsatz der RJ 85-Flotte, beginnend mit 5 Flugzeugen. Mesaba schloss mit Northwest einen Vertrag zum Einsatz ihrer RJ 85-Flotte für die nächsten Jahre. Im Jahr 2005 wurde bekannt, dass Mesaba die Exklusivrechte für die nächsten 15 Canadair Regional Jets für den Einsatz für Airlink erhalten hatte, um eventuell die Avro Jets zu ersetzen.
Am 14. September 2005 fiel Northwest Airlines unter den Gläubigerschutz nach Chapter 11 des US-Insolvenzverfahrens. In der Folge hielt Northwest über 25 Mio. US-$ an Zahlungen für Mesaba und Pinnacles zurück. Dadurch fiel Mesaba ebenfalls unter den Gläubigerschutz gemäß Chapter 11. Die Flotte wurde halbiert. Die Avro RJ sollten ohnehin durch Bombardier CRJ ersetzt werden und blieben am Boden. Von den von Pinnacles geleasten Saab 340 wurden 10 zurückgegeben. Zurück blieb eine Flotte von 49 Saab 340.
Im Dezember 2006 gab Northwest den Kauf der Mesaba von der MAIR Holding bekannt. Am 24. April 2007 verließ Mesaba den Gläubigerschutz und wurde komplett von Northwest Airlines übernommen. Im Juli 2010 wurde Mesaba durch die Pinnacle Airlines Corporation erworben und schließlich Anfang 2012 in diese integriert.

## Flugziele
Zuletzt betrieb Mesaba regionale Flugstrecken vom Minneapolis-Saint Paul International Airport, dem Detroit Metropolitan Wayne County Airport und dem Memphis International Airport zu kleinen und mittleren Flughäfen unter der Marke Delta Connection für Delta Air Lines.

## Flotte
Mit Stand November 2011 bestand die Flotte der Mesaba Airlines aus 83 Flugzeugen:
- 19 Bombardier CRJ200 (betrieben als Delta Connection für Delta Air Lines)
- 41 Bombardier CRJ900 (betrieben als Delta Connection für Delta Air Lines)
- 23 Saab 340B (16 betrieben als Delta Connection für Delta Air Lines; 7 betrieben als US Airways Express für US Airways)

Mesaba Airlines war weltweit größter Betreiber des Bombardier CRJ900.